# Avro 560
L'Avro 560 est un avion monoplace ultra-léger britannique de l'entre-deux-guerres.

## Origine
Ce monoplan à aile haute fut dessiné par Roy Chadwick pour participer au concours des avions légers monoplaces organisé du 8 au 13 octobre 1923 par le Daily Mail sur l’aérodrome de Lympne. Le journal offrait en particulier un prix de 1 000 UK£ au concurrent couvrant la plus grande distance avec un gallon (4,54 litres) de carburant sur un circuit fermé de 20 km. Le moteur ne devait cependant pas dépasser 750 cm de cylindrée et 50 miles (80,45 km) au moins devaient être couverts. Plusieurs autres prix étaient offerts par différents donateurs (altitude, distance couverte, etc.), attirant 28 concurrents britanniques et continentaux, dont deux biplan Avro 558 et un monoplan Avro 560.

## Description
L’Avro 560 se présentait comme un monoplan cantilever à aile haute. La voilure était trapézoïdale en plan avec saumons arrondis de grand allongement, son extrados n’affectant aucun dièdre. Elle était construite en deux éléments bilongerons, les longerons-caissons passant dans des goussets ménagés dans les flancs du fuselage pour venir se placer âme contre âme dans l’axe du fuselage. Ils étaient alors rendus solidaires par des plaques de liaison. Le profil biconvexe épais était tenu par des semelles de nervures en épicéa de section en T tenues par un croisillon de tubes de dural. L’ensemble était recouvert de toile enduite de titane. L’empennage était classique des productions Avro, avec gouverne de direction à compensation aérodynamique sans plan fixe. Traité en poutre Warren, le fuselage à flancs plats était construit autour de 4 longerons en épicéa tenus par des raidisseurs triangulés au moyen de goussets en contreplaqué, l’ensemble étant entoilé. Le fuselage présentait donc une forme symétrique, sans autre décrochement qu’un petit pare-brise protégeant le poste de pilotage ouvert, situé entre les longerons de voilure. Le moteur Blackburne Tomtit (en), un bicylindre en V de 700 cm3 (20 ch à 3 200 tr/min), était boulonné directement sur une plaque en aluminium située à l’avant du fuselage, alimenté par un réservoir situé à la partie supérieure du fuselage, devant le pilote. Deux roues légères en bois montées de part et d’autre d’un axe soutenu par des jambes amorties à profilage métallique.

## Le concours des avions légers
Avro n'avait construit qu'un seul appareil, qui porta le numéro « 6 » durant le concours, mais prévu 2 jeux d’ailes : une aile de 11 m d’envergure pour participer aux épreuves de consommation et de distance, une autre plus courte, donc plus chargée, pour l’épreuve de vitesse. Bert Hinkler étant arrivé à Lympne avec ses « grandes ailes », le comité d’organisation refusa le montage du jeu d’ailes courtes durant les épreuves, estimant que le constructeur aurait dû inscrire deux appareils. Hinkler ne participa donc pas à la compétition de vitesse, mais au soir du 9 octobre il avait déjà couvert 46 fois le circuit de 20 km sur lequel se disputaient les épreuves de vitesse, distance et consommation. 
Avec une consommation de 4,4 litres au 100 km, l'Avro 560 ne se classa que 5e du concours du Daily Mail, mais ayant parcouru 80 tours de circuit entre les 9 et 13 octobre sans le moindre atterrissage forcé (dont 10 tours sans se poser), il s’attribua les deux prix de 150 UK£, offerts par l’Union des constructeurs de moteurs et l’Union des constructeurs de cycles et motocyclettes.
Agréable à piloter, stable et endurant, l'Avro 560 attira donc l’attention du ministère de l'Air britannique. Le prototype fut acheté par celui-ci et testé à Martlesham Heath avec le serial [J7322], mais les services officiels britanniques lui préférèrent finalement le de Havilland DH.53 Humming Bird (en).

## Sources
1. ↑  Flight 4 octobre 1923 p. 602
2. 1 2 3 4  Flight 4 octobre 1923 p. 607
3. ↑  Flight 4 octobre 1923 p. 609
4. ↑  Flight 18 octobre 1923 p. 642
5. ↑  Flight 18 octobre 1923 p. 636
6. ↑  Flight 18 octobre 1923 p. 639
7. ↑  Flight 11 octobre 1923 p. 625)